# أولاد محند امزيان (أولاد موسى وامحند)
أولاد محند امزيان هو دُوَّار يقع بجماعة حاسي بركان، إقليم الناظور، جهة الشرق في المملكة المغربية. ينتمي الدوّار لمشيخة أولاد موسى وامحند التي تضم 4 دواوير. يقدر عدد سكانه بـ 552 نسمة حسب الإحصاء الرسمي للسكان والسكنى لسنة 2004.

## روابط خارجية
- البوابة الوطنية للجماعات الترابية
- المندوبية السامية للتخطيط